# Apus (Gattung)
Apus ist eine Vogelgattung in der Familie der Segler (Apodidae). Die Gattung umfasst 15 Arten, der Status dreier weiterer Arten ist umstritten.

## Arten
Die Arten dieser Gattung sind kleine bis mittelgroße Segler, die nur in der Alten Welt vorkommen, die meisten davon in Afrika. Davon sind 6 endemisch, 5 weitere Arten überwintern oder brüten in Afrika, sind aber auch anderswo zu finden. Fünf Arten brüten in der westlichen Paläarktis, diese überwintern fast alle in Afrika südlich der Sahara.
Der in Europa bekannteste Vertreter dieser Gattung ist der Mauersegler, der als einziger dort eine ausgedehnte Verbreitung aufweist. Andere in Europa vorkommende Arten dieser Gattung sind Fahlsegler und Weißbürzelsegler, diese kommen aber nur in Südeuropa vor. Die größte Art dieser Gattung ist der Pazifiksegler mit einer Körperlänge von 17 bis 18 Zentimetern, der Haussegler mit 12 Zentimetern die kleinste.

## Beschreibung
Die Segler der Gattung Apus erinnern an Schwalben, sind jedoch mit diesen nicht näher verwandt, es handelt sich um konvergente Evolution. Sie ernähren sich ausschließlich von Insekten und Spinnentieren, die sie im Flug erbeuten.
Die Flügel sind lang und sichelförmig, der Schwanz ist im Vergleich zu anderen Seglern lang und bei den meisten Arten tief gegabelt, lediglich beim Haussegler wirkt er gerade abgeschnitten. Ihr „Klammerfuß“ hat kräftige Krallen, alle vier Zehen sind nach vorne gerichtet. Die Zahl der Glieder bei der 3. und 4. Zehe ist auf drei reduziert. Die Beine sind sehr kurz. Bei der Gefiederfärbung können zwei Varianten unterschieden werden: Dunkler schwarz mit hellerer weißer Kehle und schwarz- bis mittelbraun mit blasserer, weniger kontrastreicher Kehle.
Die Segler der Gattung Apus nisten in Höhlen und Spalten, meist hoch oben an Felsen oder Gebäuden. Die Gelege sind meist klein (2–4 Eier).

## Systematik
Die folgenden Arten werden der Gattung zugerechnet:
- Alexandersegler (Apus alexandri)
- Mauersegler (Apus apus)
- Einfarbsegler (Apus unicolor)
- Braunsegler (Apus niansae)
- Fahlsegler (Apus pallidus)
- Kapsegler (Apus barbatus)
- Sokotrasegler (Apus berliozi)
- Damarasegler (Apus bradfieldi)
- Pazifiksegler (Apus pacificus)

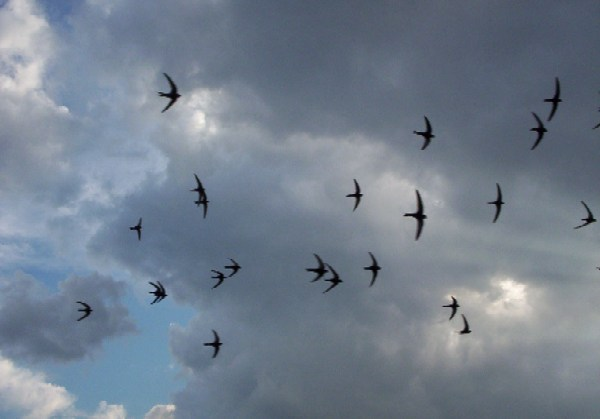
Mauersegler über der polnischen Stadt Żyrardów

- Glanzrückensegler (Apus acuticauda)
- Haussegler (Apus affinis)
- Malaiensegler (Apus nipalensis)
- Horussegler (Apus horus)
- Weißbürzelsegler (Apus caffer)
- Kamerunsegler (Apus batesi)

Weitere nicht von allen Autoren anerkannte Arten sind Apus sladeniae, Apus balstoni und Apus toulsoni. Der Alpensegler wird in neueren Systematiken meistens zusammen mit dem Schuppensegler der eigenen Gattung Tachymarptis zugeordnet.

## Dichtung
- Hans Magnus Enzensberger: Apus Apus. Frankfurter Anthologie